# Statue des Heiligen Nepomuk und der Maria

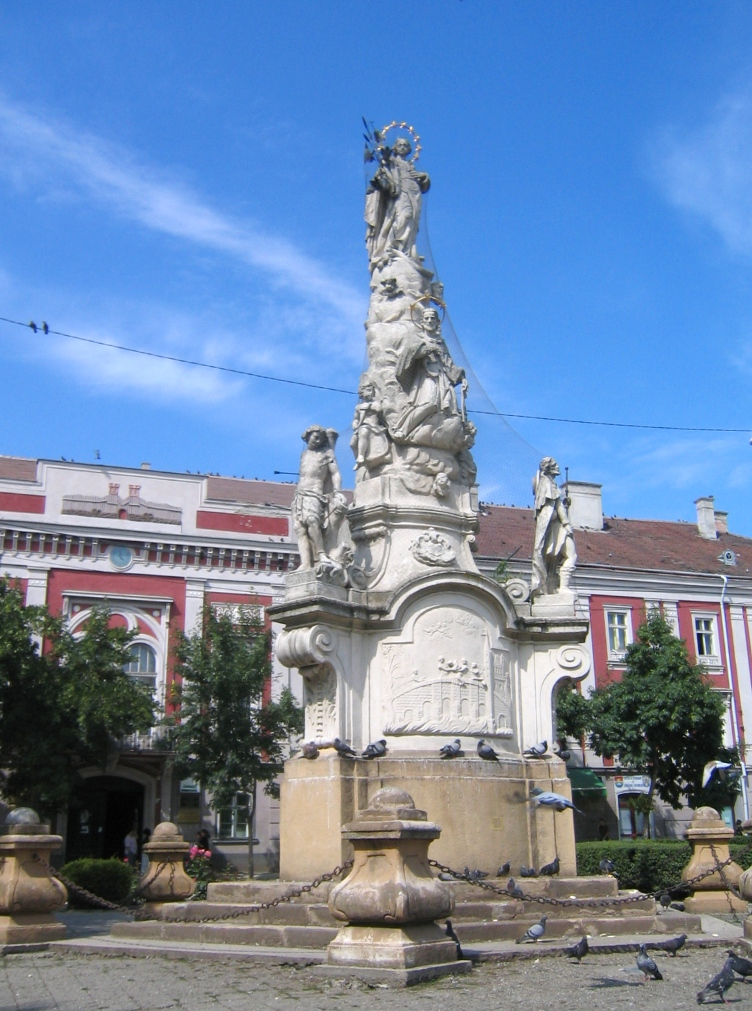
Statue des Heiligen Nepomuk und der Maria in Timișoara

Die Statue des Heiligen Nepomuk und der Maria (volkstümlich Marienstatue, auch Pestsäule genannt) in Timișoara (Rumänien) ist ein barockes Denkmal und befindet sich vor dem repräsentativen Bau des Alten Rathauses auf dem Piața Libertății.

## Geschichte
Die Statue wurde 1753 bis 1756 von den Wiener Bildhauern Blim und Wasserburger aus Sandstein geschaffen. In der Mitte des Standbildes hält der hl. Nepomuk, Schutzpatron der katholischen Banater seit dem Jahr 1727, ein Kreuz. Über ihm befindet sich die Gottesmutter Maria mit einem Kranz auf dem Kopf. Die Statue erinnert an die Pestopfer von 1738 und 1739.
Sie wurde 1756, in Stücke zerlegt, auf dem Wasserweg über die Donau, die Theiß und den Bega-Kanal an ihrem heutigen Platz aufgebaut. Im Jahre 1852 wurde das Denkmal auf den Platz vor dem Siebenbürger Tor, wo sich heute das Continental Hotel befindet, versetzt. An seine Stelle trat das „Denkmal der Treue“, errichtet zur Erinnerung an die 107-tägige Belagerung der Stadt während der Revolution von 1848/49 durch die ungarischen Truppen. Dieses Denkmal der Treue wurde 1918 beschädigt und 1935 in den Heldenfriedhof versetzt. Der Platz blieb leer bis  die Statue des Heiligen Nepomuk 1969 wieder an ihren ursprünglichen Ort am Freiheitsplatz zurückkehrte, wo sie bereits einmal zwölf Jahrzehnte gestanden hatte. 1994 wurde sie von dem Timișoaraer Künstler Ioan Oprescu auf eine Initiative der Landsmannschaft der Banater Schwaben restauriert.